# Wikle (Mieronice)
Wikle – część wsi Mieronice w Polsce, położona w województwie świętokrzyskim, w powiecie jędrzejowskim, w gminie Wodzisław.
W latach 1975–1998 Wikle należały administracyjnie do województwa kieleckiego.